# Rickenbacker 4001
La Rickenbacker 4001 est une guitare basse électrique fabriquée et commercialisée par Rickenbacker entre 1961 et 1981.

## Histoire
Basée sur le design de la Rickenbacker 4000, dessinée par Roger Rossmeisl, la 4001 offre pour différences un second micro (côté manche), une sortie stéréo (optionnelle) en plus de la sortie mono habituelle, un cerclage autour du corps et du manche et des repères de touches de forme triangulaire. Elle est proposée en versions frettée ou fretless.
En 1963, des étouffoirs sont ajoutés sous les cordes au niveau du chevalet. Ils peuvent être mis en position haute (activés) ou basse (désactivés).

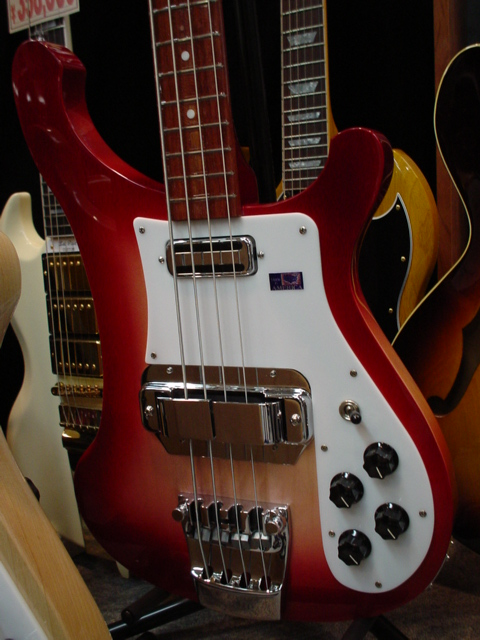
Rickenbacker 4001S en finition Fireglo

La même année, une version appelée 4001S (pour "Special") apparaît, sans sortie stéréo, sans cerclage et avec des repères à points sur la touche. Elle ne dispose pas non plus des étouffoirs. Elle sera commercialisée en Europe dès le début de l'année 1964 par Rose, Morris & Company sous l'appellation "1999".
En 1965, les boutons de potentiomètres en bakélite noire laissent la place à des boutons en plastique argentés sur leur partie supérieure. La même année, la finition Mapleglo (naturelle) est proposée en option.
En 1967, les étouffoirs sont également montés de série sur les 4001S. La même année, la société Rose, Morris & Company annonce qu'elle met un terme à la distribution des instruments Rickenbacker en Europe, marché auquel la 4001S était spécifiquement destinée, ce qui entraîne l'arrêt de sa fabrication.
En 1969, la sortie stéréo est désormais installée en série (en sus de la sortie mono).
En 1971 : les mécaniques Schaller sont remplacées par des Grover.
En 1972 : les "walnut wings" (bandes en noyer de part et d'autre de la tête) sont supprimées et remplacées par leur équivalent en érable.
En 1973 : les mécaniques Grover sont remplacées par des BMC.
La production de la 4001 est arrêtée en 1983, après le lancement de la 4003 et de la 4003S.
En 1984 : un modèle 4001V63, conforme à la première mouture de la 4001S, est commercialisée et le restera jusqu'en 1999.
En 1991, une série limitée de 1 000 exemplaires de la 4001 Chris Squire est lancée. Sa production s'achève en 2000.

## Bassistes célèbres jouant sur la 4001
- Gérard Mondon (Johnny Hallyday)

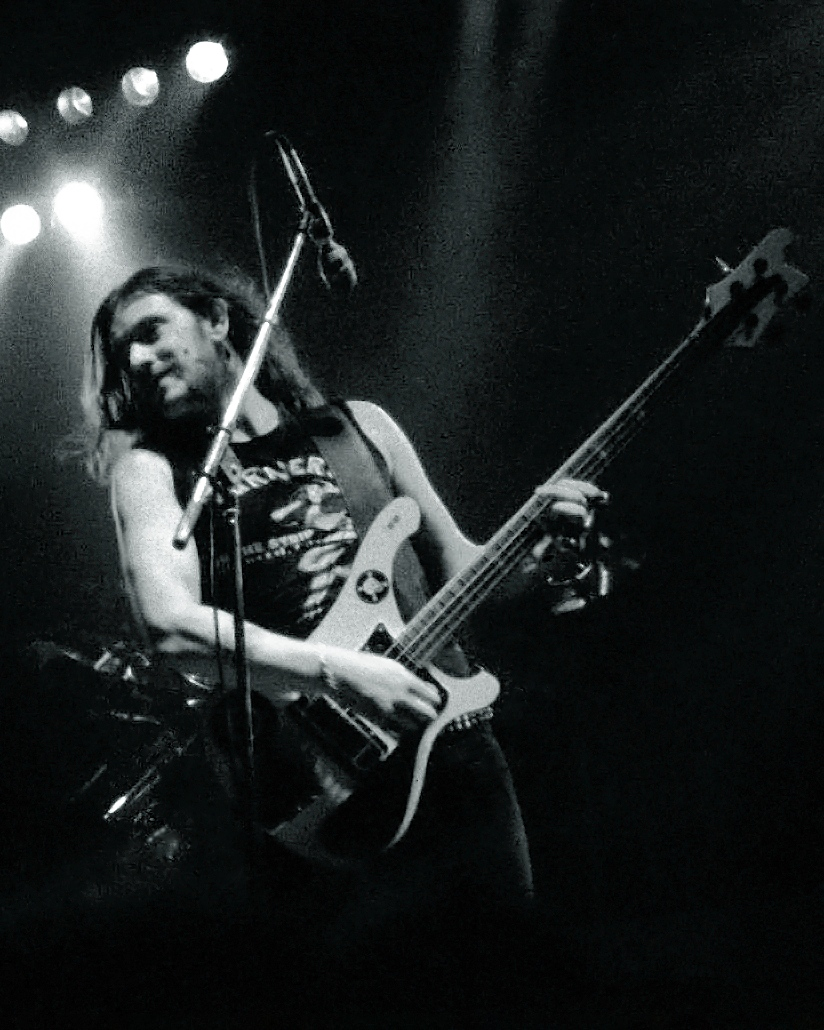
Lemmy Kilmister et l'une de ses Rickenbacker 4001

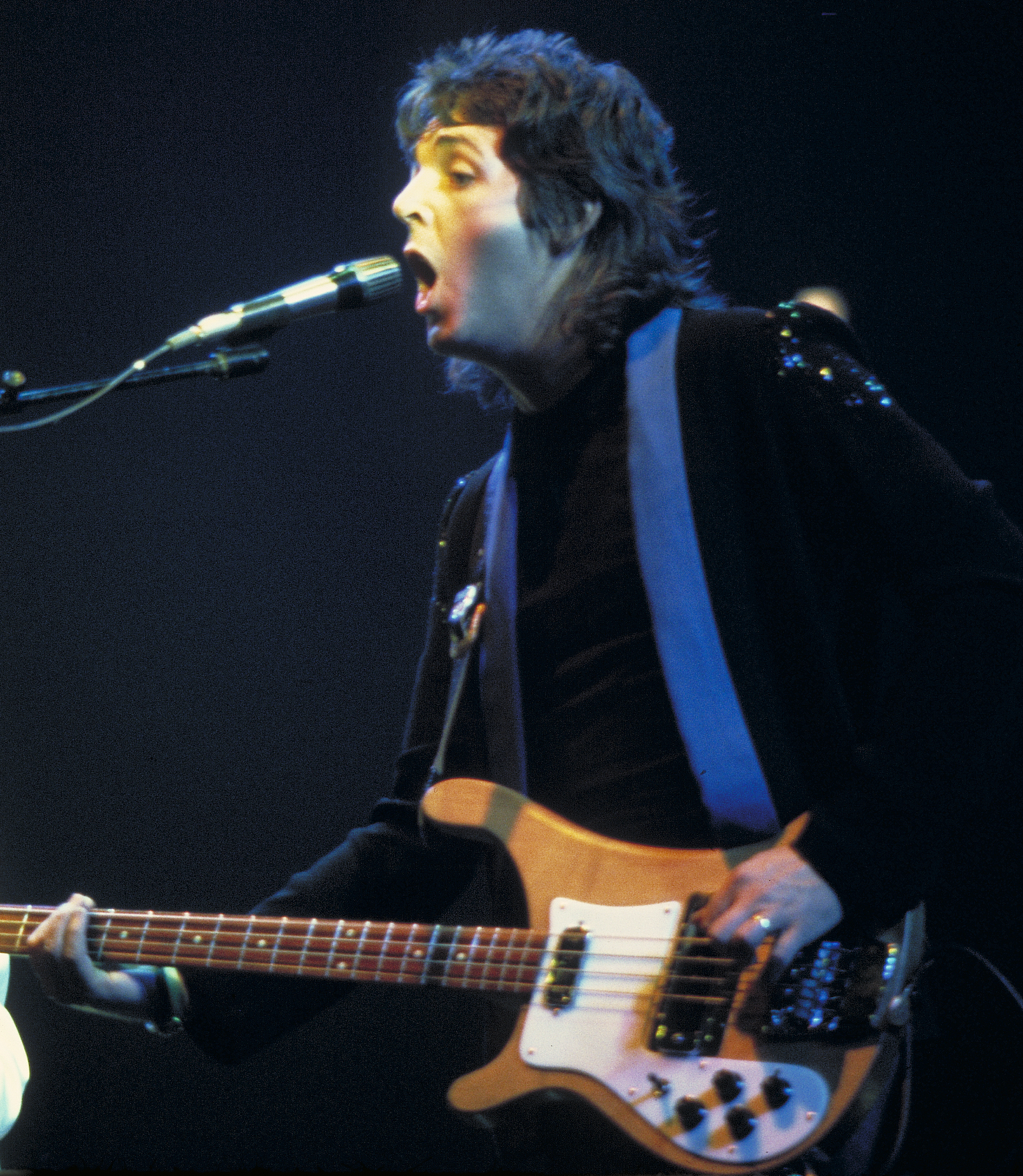
Paul McCartney et sa Rickenbacker 4001S

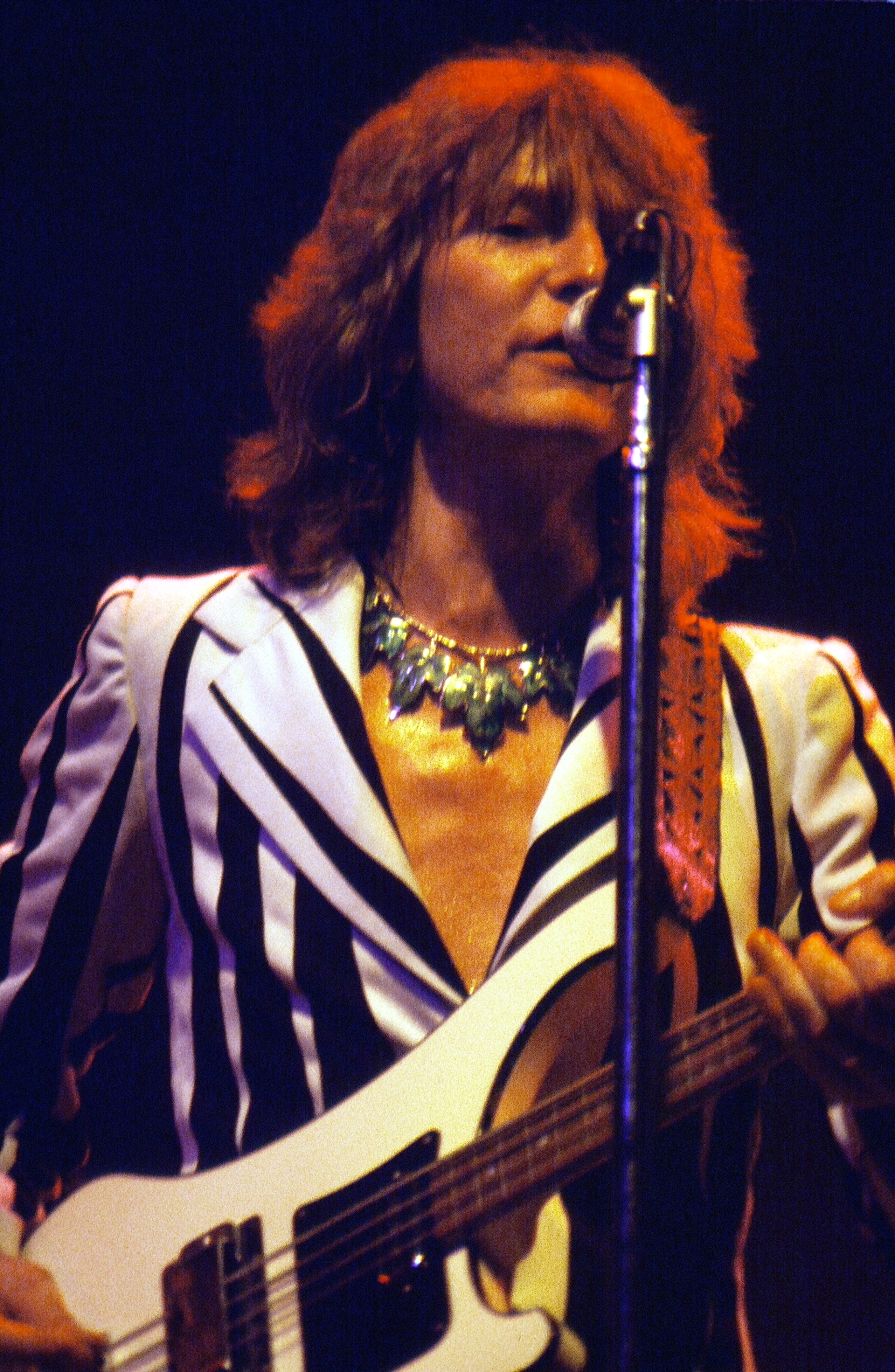
Chris Squire (Yes) sur une Rickenbacker 4001

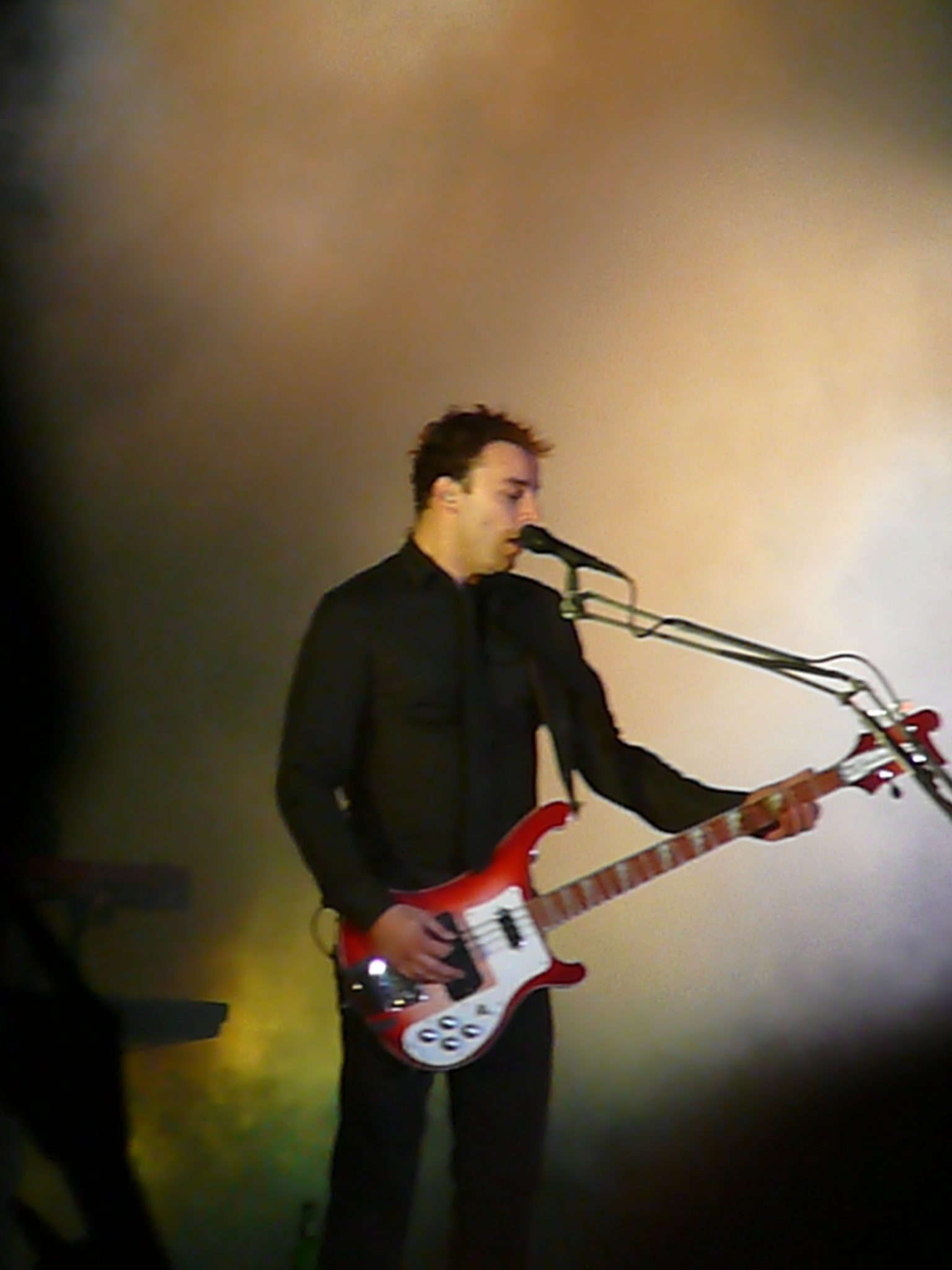
Chris Wostenolme (Muse) et sa Rickenbacker 4001

- Nick Beggs (Kajagoogoo, Steve Hackett)
- John Bentley (Squeeze)
- Guy Berryman (Coldplay)
- Trevor Bolder (The Spiders from Mars, Wishbone Ash, Uriah Heep)
- Cliff Burton (Metallica)
- Geezer Butler (Black Sabbath)
- Peter Cetera (Chicago)
- Johnny Christ (Avenged Sevenfold)
- Les Claypool (Primus)
- Paul D'Amour (Tool)
- Alan Davey (Hawkwind)
- John Deacon (Queen)
- Joey DeMaio (Manowar)
- John Entwistle (The Who)
- Bruce Foxton (The Jam)
- Nikolai Fraiture (The Strokes)
- Simon Gallup (The Cure)
- Maurice Gibb (Bee Gees)
- Martin "Youth" Glover (Killing Joke)
- Roger Glover (Deep Purple)
- Martin Gordon (Sparks)
- Graham Gouldman (10cc)
- Paul Gray (The Damned, Eddie & The Hot Rods, UFO)
- Peter Hook (Joy Division, New Order)
- Glenn Hughes (Deep Purple)
- Rick James
- Tony James (Generation X)
- Prakash John (Alice Cooper)
- Lemmy Kilmister (Motörhead)[4]
- Geddy Lee (Rush)
- Phil Lynott (Thin Lizzy)
- Paul McCartney (Beatles, Wings)
- Randy Meisner (Eagles)
- Dave Meros (Spock's Beard)
- Mike Mills (R.E.M.)
- Prescott Niles (The Knack)
- Nick Oliveri (Queens of the Stone Age)
- Nick O'Malley (Arctic Monkeys)
- Chuck Panozzo (Styx)
- Tom Petersson (Cheap Trick)
- Steve Priest (Sweet)
- Pete Quaife (The Kinks)
- Mike Rutherford (Genesis)
- Troy Sanders (Mastodon)
- Timothy B. Schmit (Eagles)
- Ray Shulman (Gentle Giant)
- Paul Simonon (The Clash)
- Chris Squire (Yes)
- Mark Stoermer (The Killers)
- Leon Sylvers III
- John Taylor (Duran Duran)
- Pete Trewavas (Marillion)
- Fred Turner (Bachman-Turner Overdrive)
- Roger Waters (Pink Floyd)
- Josephine Wiggs (The Breeders)
- Chris Wostenholme (Muse)